# Exocentrus werneri
Exocentrus werneri là một loài bọ cánh cứng trong họ Cerambycidae.